# Divisione No. 11 (Alberta)
La Divisione No. 11 è una divisione censuaria dell'Alberta, Canada di 1.076.103 abitanti, che ha come capoluogo Edmonton.

## Comunità
- City
  - Edmonton
  - Fort Saskatchewan
  - Leduc
  - Spruce Grove
  - Saint Albert
  - Wetaskiwin

- Town
  - Beaumont
  - Bon Accord
  - Calmar
  - Devon
  - Drayton Valley
  - Gibbons
  - Legal
  - Millet
  - Morinville
  - Redwater
  - Stony Plain

- Villaggi
  - Breton
  - New Sarepta
  - Spring Lake
  - Thorsby
  - Wabamun
  - Warburg

- Frazioni
  - Sherwood Park

- Villaggi estivi
  - Argentia Beach
  - Betula Beach
  - Crystal Springs
  - Golden Days
  - Grandview
  - Itaska Beach
  - Kapasiwin
  - Lakeview
  - Ma-Me-O Beach
  - Norris Beach
  - Point Alison
  - Poplar Bay
  - Seba Beach
  - Silver Beach
  - Sundance Beach

- Distretti Municipali e di Contea
  - Contea di Brazeau
  - Contea di Sturgeon
  - Contea di Leduc
  - Contea di Parkland
  - Contea di Wetaskiwin No. 10

- Municipalità specializzate
  - Contea di Strathcona

- Riserve
  - Alexander 134
  - Ermineskin 138
  - Louis Bull 138B
  - Pigeon Lake 138A
  - Stony Plain 135
  - Wabamun 133A